# Newcastle Road
 (mai 2018).
Si vous disposez d'ouvrages ou d'articles de référence ou si vous connaissez des sites web de qualité traitant du thème abordé ici, merci de compléter l'article en donnant les références utiles à sa vérifiabilité et en les liant à la section « Notes et références ».
Newcastle Road était un stade de football situé à Sunderland, en Angleterre. C'est le terrain du Sunderland AFC entre 1886 et 1898.

## Histoire
C'est le cinquième terrain sur lequel joue le club et leur premier véritable stade. Le terrain est situé entre Newcastle Road, Eglinton Street North et vers Down Crozier Street.
Le 24 septembre 1887, le club arbore pour la première fois des rayures rouges et blanches à Newcastle Road en battant 1-0 le Darlington St Augustine’s FC. Il est également le premier stade qui voit Sunderland jouer en tant que membre de la Football League. Leur premier match de championnat d'Angleterre est une défaite 3-2 contre Burnley FC, le 13 septembre 1890.
Lors d'un match en janvier 1891 de FA Cup contre l'Everton FC, une foule de 21 000 spectateurs est présente. Le stade est alors le plus grand de tout le Royaume-Uni.
Le stade accueille en mars 1891 un match international entre l'Angleterre et le Pays de Galles, 4-1.
En 1898, le Sunderland AFC, après 12 ans passés à Newcastle Road, décide de changer de stade et de passer au Roker Park, car celui-ci était devenu trop petit et aucune expansion n'était possible. Il restera un siècle au Roker Park, avant de s'installer en 1997 au Stadium of Light.
Le stade figure sur une peinture de l'artiste Thomas M. M. Hemy, un frère de Charles Napier Hemy, qui constitue l'une des premières peintures d'un match de football. La peinture se trouve dorénavant dans la zone de réception du Stade de la Lumière, l'actuel domicile du Sunderland AFC.